# Gérard de Sède
 (mars 2012).
Si vous disposez d'ouvrages ou d'articles de référence ou si vous connaissez des sites web de qualité traitant du thème abordé ici, merci de compléter l'article en donnant les références utiles à sa vérifiabilité et en les liant à la section « Notes et références ».
Gérard de Sède, né le 5 juin 1921 dans le 17e arrondissement de Paris et mort dans la nuit du 29 au 30 mai 2004 à Désertines (Allier), est un journaliste et écrivain français, membre du groupe surréaliste.
Il a popularisé le mystère du trésor de Rennes-le-Château (Aude). Certains de ses thèmes ont été repris et exploités pour l'écriture du roman Da Vinci Code de Dan Brown.

## Biographie
Géraud Marie Marcel de Sède, Baron de Lieoux, est issu d'une famille du Comminges anoblie en 1657 par le capitoulat de la ville de Toulouse. Il est le fils de Marcel Alfred Gustave de Sède de Lieoux, rédacteur principal au Courrier du Pas-de-Calais et aux Régions Libérées, et d'Aimée de Sède (sa cousine germaine).
En 1941, il est membre du groupe surréaliste et participe à la publication connue sous le nom de La Main à Plume, ainsi nommée d'après une phrase de Rimbaud, « La main à plume vaut la main à charrue ». Le groupe a publié une série de plaquettes. La troisième brochure, L'Incendie habitable, est publiée en 1943 avec un article de Gérard de Sède. Gérard de Sède a été actif dans la guerre, pendant l'occupation allemande de Paris, et a travaillé avec les Forces françaises de l'intérieur (FFI), auquel titre il a reçu deux citations.
Après la guerre, dans les années 1950 et 1960, il occupe divers emplois, comme la vente de journaux, creuser des tunnels, puis comme journaliste. Il fut en 1950, à l'époque où il travaillait en  agence de presse pour Tanjug puis pour United Press International (UPI ou United Press), un des organisateurs des Brigades de travail en Yougoslavie après s'être rendu en voyage d’étude en Yougoslavie avec sa femme et ses 3 enfants.
Il écrit plus de 40 livres sur l'histoire alternative ou pseudohistoire ; il est surtout connu pour ses travaux sur Rennes-le-Château. Son ouvrage principal, au départ écrit avec Pierre Plantard, L'Or de Rennes, ou La Vie insolite de Bérenger Saunière curé de Rennes-le-Château est ensuite publié en livre de poche sous le titre Le Trésor maudit de Rennes-le-Château, puis de nouveau en 1977 sous le titre de Signe : Rose + Croix.

### Gisors
En 1956, devenu agriculteur, il rencontre Roger Lhomoy qui devient son fermier — Lhomoy qui a déjà travaillé comme guide touristique au château de Gisors en Normandie affirme avoir découvert une salle secrète de trente mètres de long, neuf mètres de large, et environ quatre et demi de haut, dans la tour donjon du château. Et dans cette salle, Lhomoy prétend avoir vu dix-neuf sarcophages de pierre, de deux mètres de long et soixante centimètres de large. Lhomoy passa pour un fabulateur. Cette histoire inspire néanmoins à Gérard de Sède un article paru dans un magazine de Gisors. Il se familiarisa avec Pierre Plantard et bientôt une collaboration développée entre eux inspira à l’auteur un livre publié en 1962, Les Templiers sont parmi nous, ou L'Énigme de Gisors qui a également popularisé le mythique Prieuré de Sion.

### Pierre Plantard etL'Or de Rennes
En 1967, la publication de L'Or de Rennes est l'apogée du succès de l'énorme supercherie que Pierre Plantard a patiemment élaborée (avec le concours de Philippe de Chérisey). Gérard de Sède refuse cependant de partager les droits d’auteur de L'Or de Rennes alors qu'il était initialement un manuscrit de Plantard n'ayant pas réussi à trouver un éditeur, et que Gérard de Sède avait alors largement réécrit.
Écrit en style historique, il induit indirectement le mythe du Prieuré de Sion en soulignant quelques allégations contenues dans des documents apocryphes attribués à cette société secrète (déposés à la Bibliothèque Nationale plusieurs années auparavant). Le livre reproduit également plusieurs diagrammes de fausses « reliques » avec des photographies retouchées pour embellir l'histoire du trésor caché et le mystère d'un prêtre. Le livre fut aussi célèbre pour sa reproduction de deux parchemins présentés comme découverts par l'abbé Saunière, mais reconnus plus tard comme des faux réalisés par Philippe de Chérisey, ami et associé de Pierre Plantard.
Parmi les lecteurs de l'ouvrage, le scénariste anglais Henry Lincoln crée, dans une série de la BBC, deux documentaires sur le sujet de Rennes-le-Château. Il écrit avec Michael Baigent et Richard Leigh L’Énigme sacrée en 1982, et sa suite Le Message, directement inspiré par le trésor supposé de Rennes-le-Château. L’Énigme sacrée est plus tard plagiée  par Dan Brown pour son Da Vinci Code.
Dans ses dernières années, Gérard de Sède devient critique sur Rennes-le-Château. Dans Rennes-le-Château : le dossier, les impostures, les phantasmes, les hypothèses (1988), il réduit certains des aspects les plus bizarres du mythe qui s'est développé au cours des vingt dernières années ; mais, dans le même temps, il ajoute quelques-uns de ses propres points de vue. Par exemple, il fait référence à une voiture, dans le village de Rennes-le-Château, criblée de balles de mitrailleuse prouvant selon lui qu’il fallait faire taire quelqu'un « qui en savait trop » ; en fait, la voiture appartenait à un agriculteur local que le fils avait utilisée comme cible de tir pour s'amuser.

## Œuvres
- L'Incendie habitable, La Main à Plume, 1943
- La Grande Aventure, Éd. Stock, 1959
- Petite encyclopédie des grandes familles, Éd. Plon, 1961
- Les Templiers sont parmi nous, Éd. René Julliard 1962 et  coll. « J'ai lu L'Aventure mystérieuse N°A185», ou (L'Énigme De Gisors)
- Le Trésor cathare, Éd. René Julliard, 1966
- L'Or de Rennes, ou La Vie Insolite de Bérenger Saunière curé de Rennes-le-Château Éd. René Julliard, 1967
- Le Trésor Maudit de Rennes-le-Château, coll. « J'ai lu L'Aventure mystérieuse N°A196», 1969
- Pourquoi Prague ? Le dossier tchécoslovaque 1945-1968 (direction de l'ouvrage collectif), Éd. Jules Tallandier, 1968
- Magie à Marsal, Éd. René Julliard, 1969
- Histoire, sociologie et politique chez Rousseau (extraits), Éd. Raison présente, 1972
- La Race Fabuleuse, Extra-Terrestres Et Mythologie Mérovingienne, coll. « J'ai lu L'Aventure mystérieuse N°A303 », 1973
- La Clef de deux énigmes : Gisors et Rennes-le-Château, René Julliard, 1973 (coécrit avec Jean-Luc Chaumeil)
- Le secret des Cathares, coll. « J'ai lu L'Aventure mystérieuse N°A316 », 1974
- Aujourd'hui, les nobles..., Éd. Alain Moreau, Paris, 1975
- Le Vrai dossier de l'énigme de Rennes, Éditions de l'Octogone, 1975
- Le Mystère gothique, Éd. Robert Laffont, 1976
- Du Trésor de Delphes à la tragédie cathare, Pygmalion, 1976
- Signé Rose-Croix : l'énigme de Rennes-le-Château. Éd. Plon, 1977, in 8° broché, 203 pages, 16 planches hors-textes, index, bibliogr., édition considérablement augmentée de l'ouvrage publié en 1967 chez Julliard sous le titre : L'Or de Rennes
- L'Étrange Univers des prophètes, coll. « J'ai lu L'Aventure mystérieuse N°A343 », 1977
- Fatima - Enquête sur une imposture, Éd. Alain Moreau, 1977
- La Rose-Croix, coll. « J'ai lu L'Aventure mystérieuse N°A358 », 1978
- Le Mystère Gothique, Robert Laffont, 1979 (Collection Les Énigmes de l'Univers)
- Saint-Émilion insolite, Éd. Pégase, 1980
- 700 ans de révoltes occitanes, Éd. Plon, 1982
- Le secret des trois curés, Rennes-le-Château, Rennes-les-Bains, Coustaussa, CD Audio, Éditions Atelier Empreinte, 1985
- Rennes-le-Château - Le dossier, les impostures, les phantasmes, les hypothèses, Éd. Robert Laffont, 1988
- L'Occultisme dans la politique - De Pythagore à nos jours, Éd. Robert Laffont, 1994 (coécrit avec Sophie de Sède)
- Vues hérétiques sur l'héraldique, Éd. Dervy, 2003